# Johann Aegidius Bach (Musiker, 1645)
Johann Egidius Bach (* 9. Februar 1645 in Erfurt; begraben am 22. November 1716 ebenda), auch Aegidius oder Aegydius, war ein Bratschist und Altist in der Stadtmusikanten-Kompagnie in Erfurt aus der Familie Bach.

## Leben
Darüber hinaus war er Organist an der Kaufmannskirche und Michaeliskirche; seit dem 30. Juni 1682 war er Direktor der Ratsmusik; seit 1694 besaß er die Erlaubnis zum Handel mit „Nürnberger Ware“. Er ist der Vater von Johann Bernhard Bach.